# ويل مونتجومري
ويل مونتجومري (بالإنجليزية: Will Montgomery)‏ هو لاعب كرة قدم أمريكية أمريكي، ولد في 13 فبراير 1983 في برونزويك في الولايات المتحدة.

## وصلات خارجية
- ويل مونتجومري على موقع مرجع كرة القدم المحترفة.كوم (الإنجليزية)